# Tomosvaryella taurica
Tomosvaryella taurica är en tvåvingeart som beskrevs av Kuznetzov 1994. Tomosvaryella taurica ingår i släktet Tomosvaryella och familjen ögonflugor.
Artens utbredningsområde är Ukraina. Inga underarter finns listade i Catalogue of Life.